# رایان میلار
رایان میلار (انگلیسی: Ryan Millar؛ زادهٔ january ۲۲, ۱۹۷۸ (۴۷ سال)) یک بازیکن والیبال اهل ایالات متحده آمریکا است.